# کسنیا میلوسکایا
 کسنیا میلوسکایا (بلاروسی: Ксенія Мілеўская؛ زادهٔ ۹ اوت ۱۹۹۰) یک تنیس‌باز اهل بلاروس است.